# Ludvig I av Monaco
Ludvig I av Monaco, född 25 juli 1642, död 3 januari 1701, var en monark (furste) av Monaco.